# メトロード
メトロード（Metroad、略号＝M）は豪州のNSW・シドニー及びQLD・ブリスベンの両大都市圏を放射状あるいは環状に形成している高規格の幹線道路網。都市を通過する交通の流れをメトロードへ迂回させることによって都心部の渋滞を解消させる機能を持っている。

## 概要
特にシドニーの外縁部においては4本のメトロードによって環状道路が形成されている。路線番号案内標識では白地の六角形の中心に青色で番号が表記される。尚、名称は“metropolitan”と“road”を組み合わせてできた造語である。
シドニーでは1993年に、ブリスベンでは1996年に夫々メトロードの導入が開始された。既存の道路（モーターウェイや一般道など）を後からメトロードに指定している区間が殆どである。それ故、一つの路線に複数の道路名が混在している場合や、途中に信号機付きの交差点がある（構造が完全な形の自動車専用道路ではない）場合も少なくない。そして大半の区間が無料で通行できる。これらの点において日本の都市高速道路とは大きく異なる。
ただ、東京の郊外（用賀や高井戸など）で首都高と地方へ延びる高速自動車国道（東名や中央道など）とが接続されているのと同様に、メトロードについても郊外で地方へ延びるハイウェイ（Highway）などに接続されており、この点において両者は似ているといえる。

## 路線

### シドニー地区
- メトロード1号（M1）　-　ワルーンガ（Wahroonga）～ウォーターフォール（Waterfall）
- メトロード2号（M2）　-　ハーバーブリッジ（Sydney Harbour Bridge）～ウィンザー（Windsor）
- メトロード3号（M3）　-　モナヴェイル（Mona Vale）～ブレイクハースト（Blakehurst）
- メトロード4号（M4）　-　シドニー都心（Sydney CBD）～ラップストーン（Lapstone）
- メトロード5号（M5）　-　シドニー国際空港（Kingsford Smith Intl. Airport）～キャンプベルタウン（Campbelltown）
- メトロード6号（M6）　-　ヒースコート（Heathcote）～カーリンフォード（Carlingford）
- メトロード7号（M7）　-　カスーラ（Casula）～ワルーンガ（Wahroonga）
- メトロード9号（M9）　-　キャンプベルタウン（Campbelltown）～ウィンザー（Windsor）
- メトロード10号（M10）　-　アーターモン（Artarmon）～モナヴェイル（Mona Vale）

※8号は欠番。

### ブリスベン地区
- メトロード1号（M1）　-　バールドヒルズ（Bald Hills）～ローガンホーム（Loganholme）
- メトロード2号（M2）　-　ウィシャート（Wishart）～リヴァービュー（Riverview）
- メトロード3号（M3）　-　バールドヒルズ（Bald Hills）～エイトマイルプレインズ（Eight Mile Plains）
- メトロード4号（M4）　-　エイトマイルプレインズ（Eight Mile Plains）～ゲイルズ（Gailes）
- メトロード5号（M5）　-　ケドロン（Kedron）～ダッラ（Darra）
- メトロード6号（M6）　-　ドゥルーヴェイル（Drewvale）～ローガンホーム（Loganholme）